# Igreja da Santa Cruz de Bastia

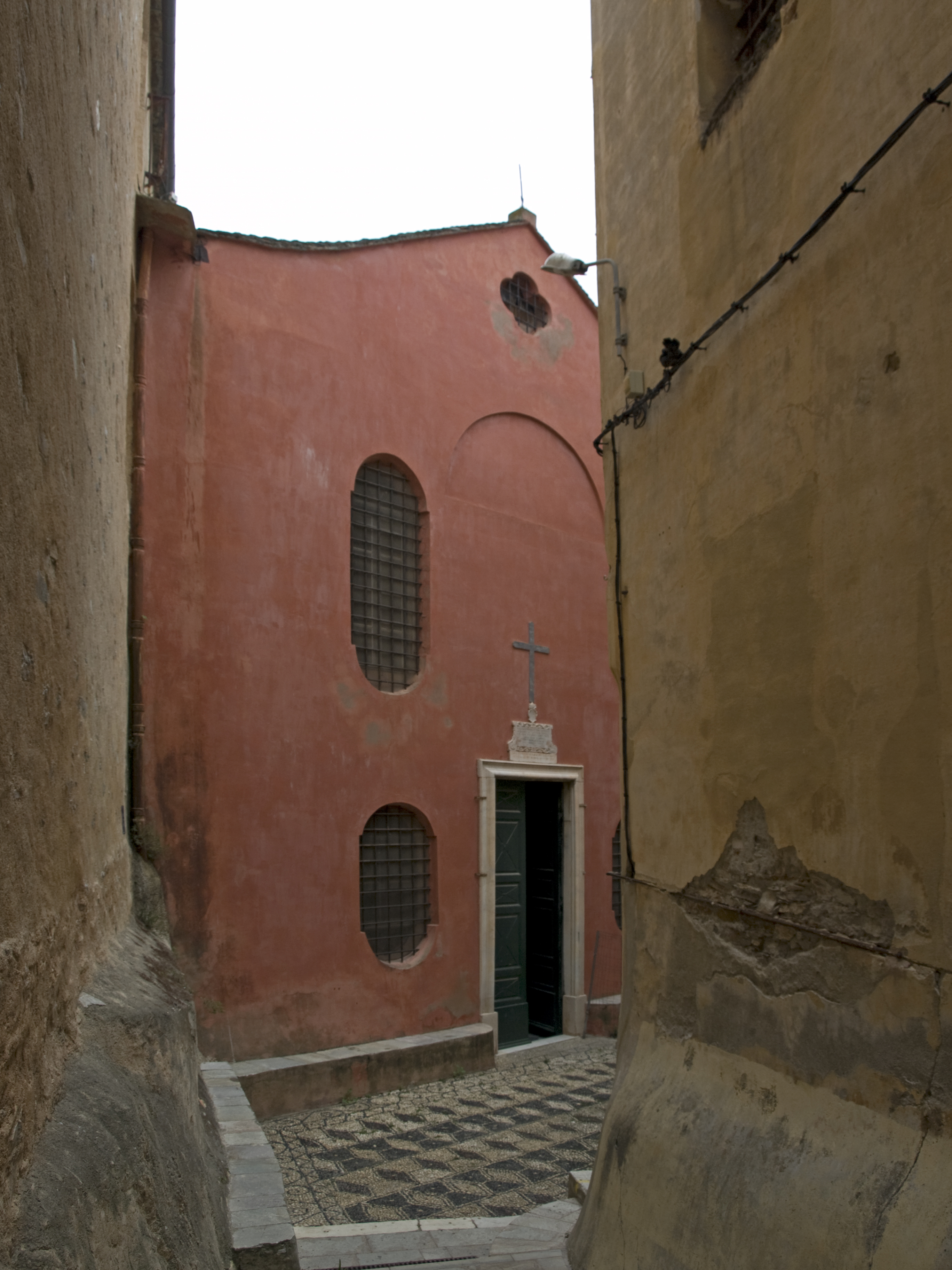
Entrada sul

Igreja da Santa Cruz de Bastia (Oratoire de la Confrerie de Sainte Croix) é uma igreja católica em Bastia, Haute-Córsega, na ilha de Córsega . O edifício foi classificado como Monumento Histórico em 1931. A igreja está localizada na cidadela de Bastia (Terra-Nova), no centro histórico da cidade, ao lado da Igreja da Assunção de Santa Maria.
A igreja foi fundada em 1542 para abrigar a estátua do Cristo Negro, encontrada no mar por pescadores. A maior parte do edifício actual foi construída no século XVIII. Apenas o interior da igreja está protegido.